# ВАМИН
ГК «Вамин» — российская группа компаний, занимающаяся производством молочной продукции, сыров и масел. Расположена в городе Казань Республики Татарстан. Согласно итогам 2024 года, компания занимает первое место по объёму экспорта молочной продукции в Татарстане.

## История
Компания была основана в 1994 году на базе советского предприятия «Татмолагропром». Первоначально носила название ОАО «Холдинговая компания «Татарстан сэтэ»», а уже в 2002 году зарегистрировала свой товарный знак ТК «ВАМИН», после чего в 2006 году ОАО «Татарстан-сэтэ» преобразовано в ОАО «Вамин-Татарстан». Гендиректором, а позднее председателем совета директоров и основным собственником был Вагиз Мингазов. 
В первые десятилетия своего существования в состав компании входили 30 молокоперерабатывающих, 8 хлебоприемных и хлебоперерабатывающих предприятий, 23 агрофирмы, а также имелось 400 тыс. га земель сельскохозяйственного назначения, рыбхоз и сеть фирменных магазинов.
В связи с экономическим кризисом и засухой 2010 года компания была реорганизована, а в 2013 году была признана банкротом, часть её активов перешла под контроль организации «Просто молоко».
В 2014 году Минтимер Мингазов-младший зарегистрировал компанию под названием «Вамин Татарстан». Первоначально предприятие работало на арендованных производствах у фирмы «Просто молоко». Но в 2017 году выкупило её крупную часть. В том же году начался запуск Аксубаевского молочного завода.
За 2020 год производственные мощности достигли 600 т в сутки, готовая продукция составила 100 т. Спустя три года они были увеличены на 150 т.
На фоне санкций приобрела российские активы Danone. 
На конец 2024 года компания заняла четвертое место в России по объему продаж молочной продукции в оптовом канале сбыта.

## Деятельность
Компания занимается производством молочной продукции, сыров и масел. Также специализируется на международном экспорте сыров, сливочного масла и сухой молочной сыворотки. 
Выручка за 2022 год составила 7,3 миллиарда рублей, а чистая прибыль - 6,5 миллионов рублей. 
Компания работает активно с такими странами как ОАЭ, Китай, Казахстан, Беларусь, Таджикистан, Азербайджан, Узбекистан, Саудовская Аравия, Кыргызстан, Турция и Филиппины.

## Финансовые показатели
По данным за 2024 год, выручка компании составляет 26,09 млн ₽, а чистая прибыль — 3,87 млн ₽

## Награды
В 2024 году компания ГК «Вамин» заняла первое место на международной выставке пищевой промышленности FoodExpo Qazaqstan 2024.